# سیارک ۵۸۵۵
سیارک ۵۸۵۵ (به انگلیسی: 5855 Yukitsuna، نامگذاری:1992UO2) پنج هزار و هشتصد و پنجاه و پنجمین سیارک کشف شده‌است که در ۲۶ اکتبر ۱۹۹۲ کشف شد.
قدر مطلق سیارک برابر ۱۱٫۸۰ است.